# Kommandant der Seeverteidigung Narvik
Der Kommandant der Seeverteidigung Narvik, kurz Seekommandant Narvik, war ein regionaler Küstenbefehlshaber der deutschen Kriegsmarine im Zweiten Weltkrieg.

## Geschichte

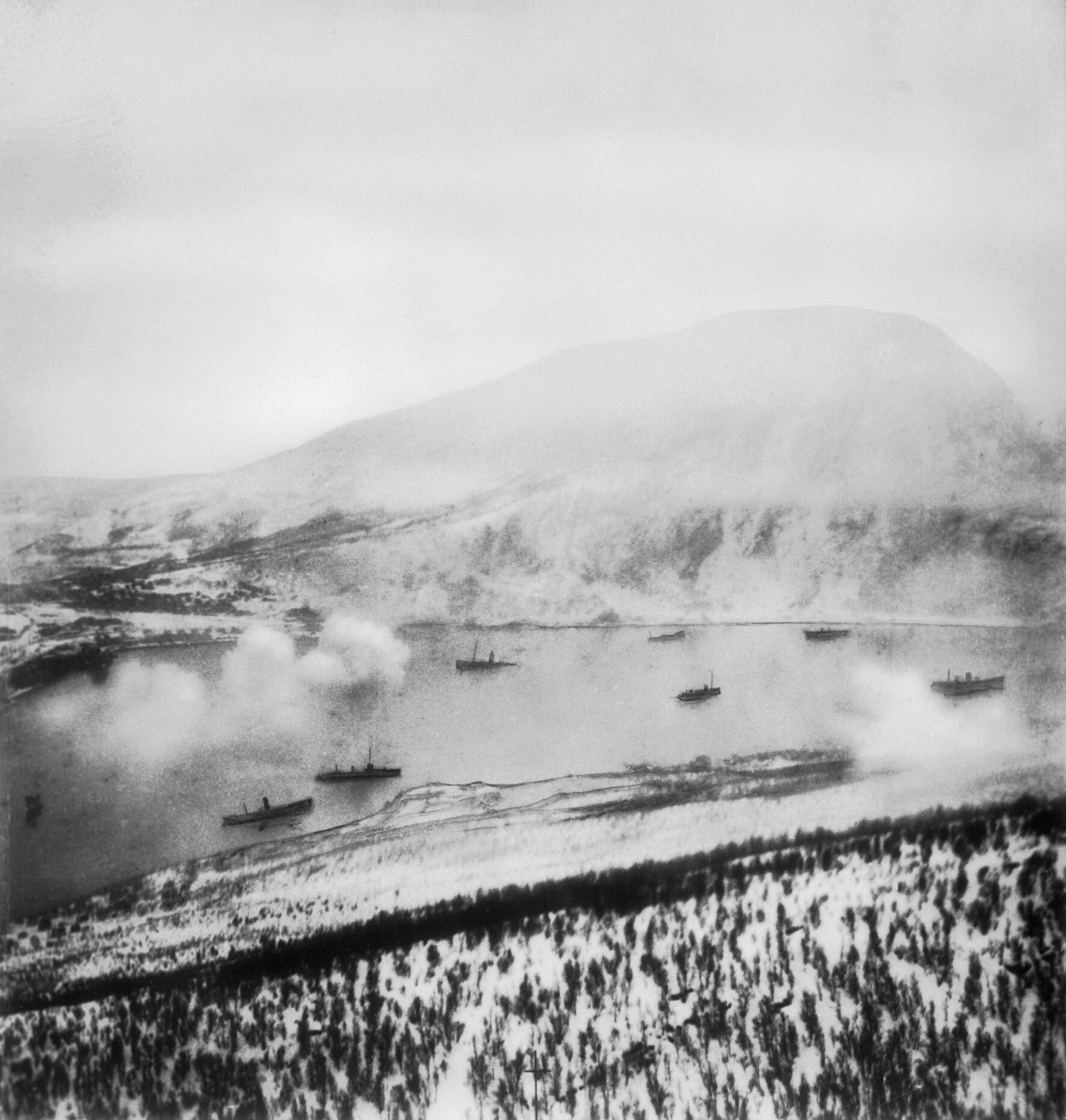
Die Wracks deutscher Versorgungsschiffe bei Narvik nach einem englischen Luftangriff am 13. April 1940

Nach der deutschen Besetzung Norwegens im April 1940 richtete die Kriegsmarine die Dienststelle des Hafenkapitäns, später Hafenkommandanten und ab Juni 1940 Seekommandanten Narvik ein, deren Stabsquartier sich in der Stadt Narvik befand. Sie unterstand zunächst dem Admiral der norwegischen Nordküste und wechselte im August 1940 in den neu geschaffenen Bereich des Admirals der norwegischen Polarküste.
Der Befehlsbereich des Seekommandanten reichte von Finnfjordbotn im Norden bis etwas nördlich Bodø im Süden. Die benachbarten Seekommandanturen waren Tromsø im Norden und der Sandnessjøen im Süden. Im Norden wurde im Januar 1945 das Gebiet um Harstad abgeteilt und einem eigenen Seekommandanten unterstellt.

## Unterstellte Dienststellen und Verbände

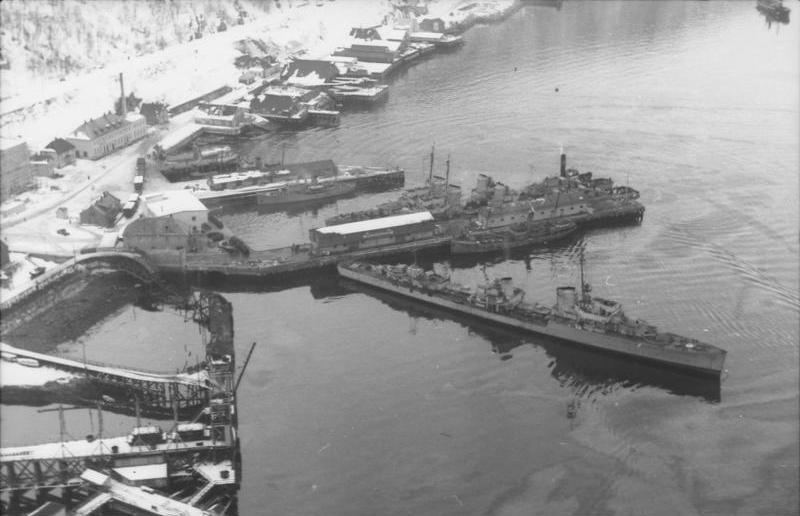
Deutsche Kriegsschiffe im Hafen von Narvik 1940

Dem Seekommandanten waren folgende Verbände und Dienststellen unterstellt:
- Hafenkapitän Narvik
- Hafenkapitän Lødingen
- Hafenkapitän Harstad (bis Januar 1945)
- Abschnittskommandant Westlofoten (Svolvær, ab Dezember 1944)
  - Hafenkapitän Lødingen
  - Hafenkapitän Svolvær
  - Hafenkapitän Kabelvåg
  - Hafenkapitän Reine
  - Marinefestungspionierbataillon 323
  - Marineartillerieabteilung 514 (nur taktisch unterstellt, truppendienstlich Teil des Marineartillerieregiments 30)
- Hafenschutzflottille Narvik, im Mai 1944 in 63. und 67. Vorpostenflottille überführt
- 9. Landungsflottille ab Juli 1944 (Narvik), ab September 1944 zum L-Einsatzstab (Landungseinsatzstab) Polarküste
- Marineartillerieregiment 30 (ab April 1944; Harstad, ab Januar 1945 Lødingen)
  - Marineartillerieabteilung 511 (Harstad)
  - Marineartillerieabteilung 514 (Reine)
  - Marineartillerieabteilung 516 (Lødingen)
- Marine-Flak-Regiment 30 (Narvik) Mai 1942 – März 1944, unterstellte Abteilungen wurden Marineartillerieregiment 30 unterstellt.
  - Marineflakabteilung 706 (Narvik) ab Juni 1941
  - Marineflakabteilung 709 (Harstad) ab November 1941
  - Marineflakabteilung 710 (Narvik) ab Januar 1942, zuvor Gotenhafen, dann ab März 1943 beim Seekommandanten Hammerfest
- Marinefestungspionierbataillon 323 (Narvik), zuvor im Raum Trondheim
- Marineartilleriezeugamt Narvik, ab 1943 Marineartilleriearsenal

## Weitere Marinedienststellen im Befehlsbereich des Seekommandanten Narvik

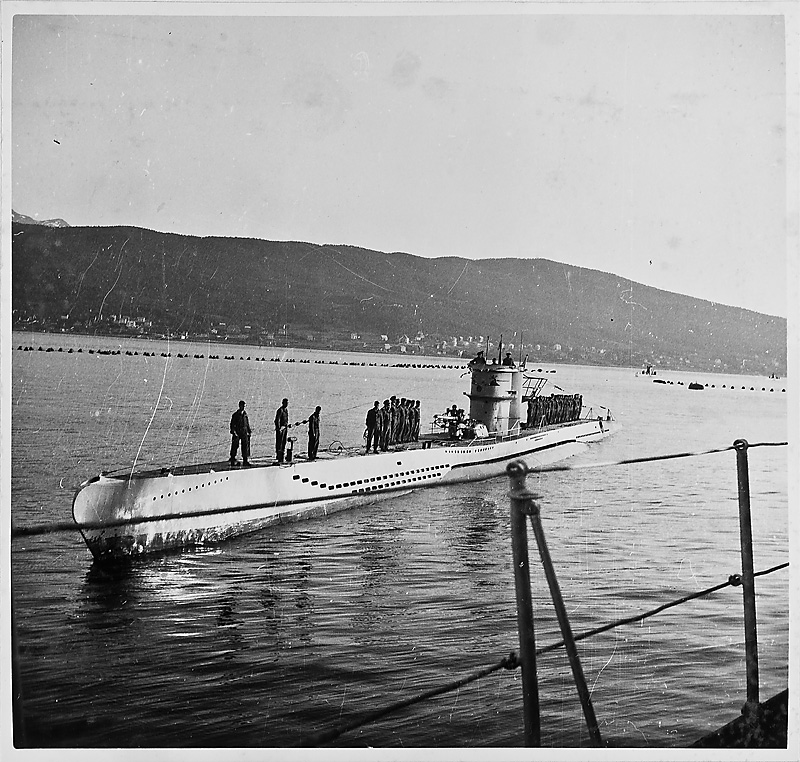
In Narvik einlaufendes deutsches U-Boot U 251, 1942

Im Bereich des Seekommandanten Narvik war eine Anzahl von Marinedienststellen angesiedelt, die ihm nicht truppendienstlich unterstanden, darunter:
- Führer der U-Boote Norwegen ab Januar 1943, im September 1944 in F. d. U. Nordmeer umbenannt (Narvik)[2]
  - 14. U-Flottille, ab Dezember 1944
- Marineausrüstungs- und Reparaturbetrieb Narvik (ab Juni 1942)
- Marinelazarett Narvik
- 7. Marinebordflakabteilung, truppendienstlich der Marinebordflakbrigade Nord in Hamburg unterstellt.

## Marineausrüstungs- und Reparaturbetrieb Narvik
Der Marineausrüstungs- und Reparaturbetrieb Narvik wurde im Juni 1942 aufgestellt und war truppendienstlich dem Admiral der norwegischen Polarküste unterstellt.
Folgende Offiziere waren als Direktor eingesetzt:
- Kapitän zur See (Ing.) Karl Besch, Juni – Juli 1942 (im Dienst verstorben)
- Konteradmiral (Ing.) Wilhelm Johannsen, September 1942 – Februar 1944
- Kapitän zur See (Ing.) Hans Kreplin, Februar – September 1944
- Kapitän zur See (Ing.) Heinrich Vöge, September 1944 bis zur Auflösung der Dienststelle

## Seekommandanten
Folgende Offiziere hatten den Dienstposten des Seekommandanten Narvik inne:
- Kapitän zur See Robin Schall-Emden, April – Mai 1940 als Hafenkapitän/Hafenkommandant
- Korvettenkapitän Friedrich Böhme, Mai – August 1940, ab Juni als Seekommandant
- Kapitän zur See Arnold Oehrl, August 1940 – September 1942
- Kapitän zur See/Konteradmiral Joachim von Gerlach, Oktober 1942 – März 1945
- Kapitän zur See Alfred Schulze-Hinrichs, März 1945 bis Auflösung der Dienststelle